# George-Valentin Bibesco
Pour les autres membres de la famille, voir Bibescu.
 (décembre 2016).
Si vous disposez d'ouvrages ou d'articles de référence ou si vous connaissez des sites web de qualité traitant du thème abordé ici, merci de compléter l'article en donnant les références utiles à sa vérifiabilité et en les liant à la section « Notes et références ».
Le prince George-Valentin Bibescu (appelé en français Bibesco) (22 mars 1880, Bucarest - 2 juillet 1941, Bucarest) est un prince roumain, pionnier de l'aviation et de l'automobile.

## Biographie
Il est le petit-fils de Gheorghe Bibescu, prince souverain de Valachie, et le fils de George Bibescu et de Valentine de Riquet de Caraman-Chimay. En 1902, il épousa Martha Lahovary, qui prit le nom de Marthe Bibesco. Ensemble, ils eurent une fille, Valentina, née le 27 août 1903. En 1912, il offrit à sa femme le palais de Mogoșoaia.
Bibesco s'est intéressé très tôt à l'aéronautique. Il effectua plusieurs vols dans un ballon aérostatique baptisé România (« Roumanie »), importé de France en 1905. Ensuite, il essaya sans succès d'apprendre à faire voler un aéroplane Voisin, en autodidacte. Après la visite et les vols de démonstration que Louis Blériot effectua à Bucarest en octobre 1909, sur invitation de l'Automobile Club de Roumanie (dont Bibesco était président), Bibesco partit en France pour s'inscrire à l'école d'aviateur de Blériot, à Pau. Le 23 janvier 1910, il devint titulaire de la licence de pilote international no 20.
À son retour de France, Bibesco créa l'école de pilotage de Cotroceni, dans la banlieue de Bucarest, où Mircea Zorileanu et Nicolae Capşa obtinrent leur licence de pilote. Le 5 mai 1912, il fonda la Ligue aéronautique nationale roumaine.
Bibesco est aussi l'un des personnages clés de la création de la Fédération aéronautique internationale (FAI). Entre 1927 et 1930, il en fut le vice-président, puis en devint président entre 1930 et 1941.
Il était cofondateur de L'Automobile Club de Roumanie (1901), et du Comité Olympique Roumain (1914). En 1904, il gagna la course automobile Bucarest-Giurgiu-Bucarest, à la vitesse moyenne de 66 km/h. En 1905, George-Valentin Bibesco, Leon Leonida et Mihai Ferekide, accompagnés de Marthe Bibesco, Maria Ferekide et Claude Anet, ont effectué le premier voyage en automobile d'Europe jusqu'en Perse, partant de Galați en Roumanie, jusqu'à Ispahan. Ce voyage est l'objet du livre écrit par Claude Anet, La Perse en automobile à travers la Russie et le Caucase (Les Roses d'Ispahan).
Le prince George-Valentin Bibesco est enterré à côté de la petite église présente sur le domaine du palais de Mogoșoaia.

## Distinctions
- Grand officier de l'ordre de Léopold (en 1933).